# 5461 Autumn
Az 5461 Autumn (ideiglenes jelöléssel 1983 HB1) a Naprendszer kisbolygóövében található aszteroida. Thomas N. G. fedezte fel 1983. április 18-án.